# Lyocell
Lyocell (CLY) ist eine aus Cellulose bestehende, industriell hergestellte Cellulose-Regeneratfaser, die nach dem Direkt-Lösemittelverfahren hergestellt wird. Sie wird vor allem im Bereich der Textilindustrie, aber auch für Vliesstoffe (Nonwovens) und technische Anwendungen genutzt. Lyocell ist die generische Faserbezeichnung und wird von der Lenzing AG unter den Markennamen TENCEL und TENCEL × REFIBRA angeboten. Weitere Anbieter sind z. B. die smartpolymer GmbH mit dem Markennamen CellSolution mit dem Fokus auf funktionalisierte Lyocell-Fasern.

## Eigenschaften
Lyocell-Fasern weisen eine hohe Trocken- und Nassfestigkeit auf, sind weich und absorbieren Feuchtigkeit sehr gut. Daraus hergestellte Textilien weisen einen glatten und kühlen Griff mit fließendem Fall auf, haben eine geringe Knitterneigung und können gewaschen und chemisch gereinigt werden.
Lyocell-Fasern werden in einem breiten Spektrum von Microfasern mit 0,9 dtex (0,9 g pro 10 km Faserlänge) bis grobe Fasern mit 15 dtex angeboten. Standard-Lyocell kann aufgrund der Fibrillation für Textilien mit pfirsichartiger samtiger Oberfläche verwendet werden (englisch Peach skin effect) oder durch geeignete Ausrüstung im Textil stabilisiert werden. Für andere Anwendungen werden nicht fibrillierende Lyocell-Fasern hergestellt.

## Herstellung
Die Cellulose wird traditionell aus dem Rohstoff Holz extrahiert. Vor dem Hintergrund gesteigerter Nachhaltigkeitsbemühungen gewinnen auch zunehmend alternative Zellstofflieferanten wie z. B. landwirtschaftliche Reststoffe, einjährige Kulturen (z. B. Hanf als Basis für LyoHemp-Fasern) oder auch Recycling-Zellstoffe als Rohstoffbasis an Bedeutung. 
Der Zellstoff wird zerkleinert und anschließend mit 4-Methylmorpholin-4-oxid (NMMO) und Wasser in einem Rührkessel vermischt. Dieses Lösungsmittel ist nicht toxisch, kann aber die Augen, Haut und Atmungsorgane reizen.  Im Rührkessel wird unter Vakuum und erhöhter Temperatur ein Teil des Wassers aus der Pulpe entfernt. Sobald der Wassergehalt auf einen bestimmten Wert gesunken ist, löst sich die Cellulose und bildet eine Spinnlösung, die filtriert und anschließend durch Spinndüsen gepresst wird. Die so geformten Filamente werden in einem Bad mit wässriger NMMO-Lösung ausgefällt und als Faserkabel zusammengefasst. Je nach Anwendung folgen weitere Behandlungsschritte wie Reinigen, Avivieren und Trocknen, Kräuseln und Schneiden. Gegenüber anderen Cellulose-Regeneratfasern wie Viskose gilt der Herstellungsprozess wegen des umweltschonenden Lösungsmittels und eines geschlossenen Stoffkreislaufs zwar als deutlich weniger umweltbelastend, jedoch sind Arbeitsschutzaspekte zu beachten.

## Verwendung

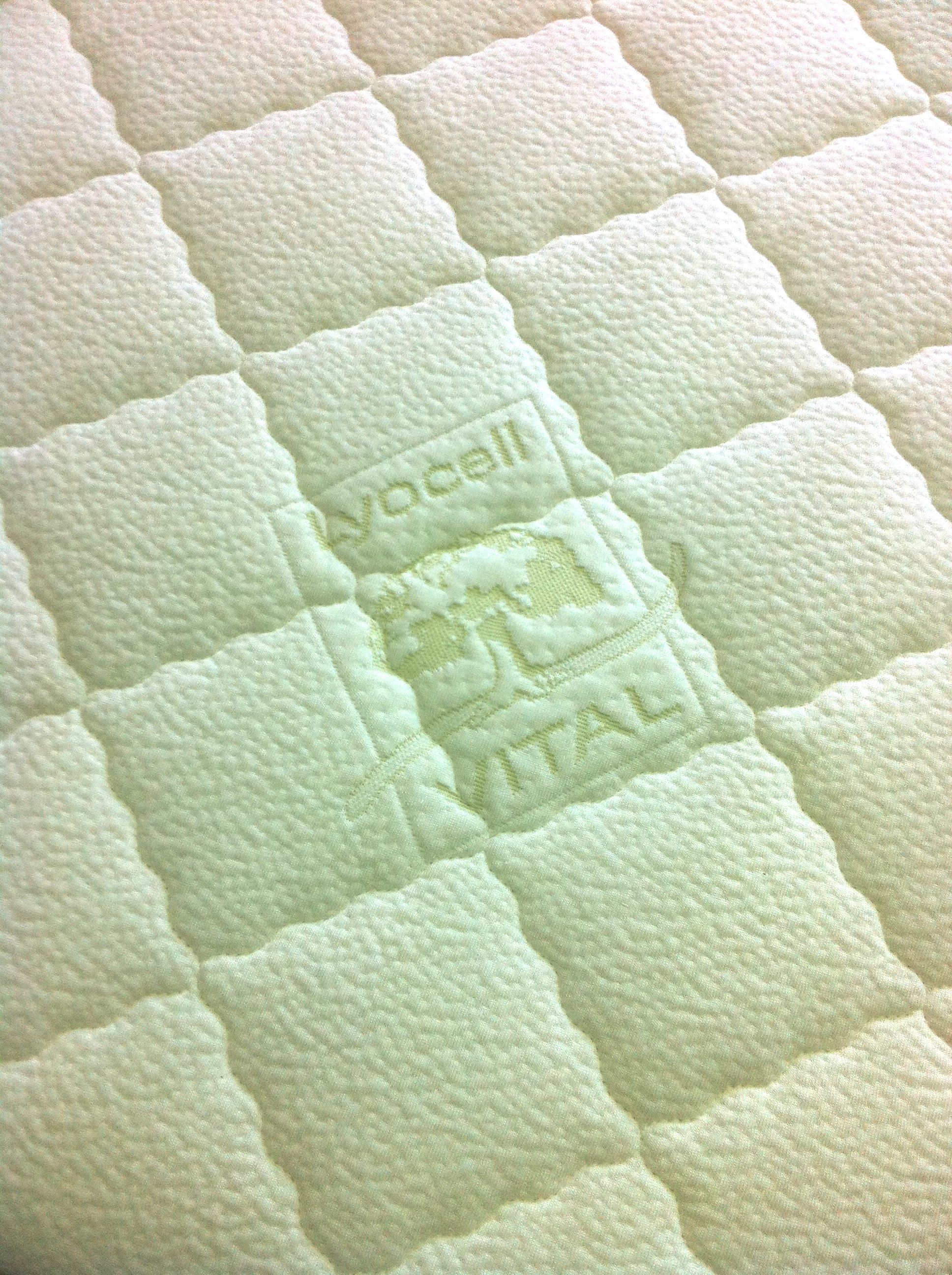
Matratzenbezug aus Lyocell

Die Faser wird in vielen Bereichen genutzt, etwa für die Herstellung von Denim, Blusenstoffen, Unterwäsche, Funktionstextilien im Sportbereich, für Arbeitsbekleidung, Bettwäsche und -decken sowie als Nonwovens-Produkt (Vliesstoff) für Hygiene- und Kosmetikartikel. Außerdem findet die Faser Verwendung bei Textilien im medizinischen Bereich und für Industrieprodukte. Der Einsatz erfolgt häufig in Mischung mit verschiedenen Fasern wie Baumwolle oder Viskose (Modal) und auch mit synthetischen Fasern wie Polyester und Polyamid.

## Biologischer Abbau
Lyocell ist eine modifizierte Cellulose-Faser und entsprechend durch Mikroorganismen biologisch abbaubar. Der biologische Abbau im Boden, im Kompost und auch im Seewasser ist nach Angaben von Lenzing nach den gültigen Richtlinien EN 14046 (2003) und ISO 14855 (2005) geprüft und durch ein Vinçotte-Siegel zertifiziert. Auf der Basis von Zerfallsexperimenten konnte ein Gewichtsverlust und damit ein biologischer Abbau von Lyocell-Geweben von etwa 75 % innerhalb von 60 Tagen nachgewiesen werden, womit der biologische Abbau schneller ablief als bei den biologisch abbaubaren Kunststoffen PHBV, PBS und PLA sowie verschiedenen Kompositen aus diesen Materialien mit Lyocellfasern. Lenzing selbst gibt eine Zerfalldauer von 100 % in 16 Wochen an.
Im Jahr 2000 zeichnete die Europäische Kommission das Produkt mit dem Europäischen Umweltpreis in der Kategorie „Technologiepreis für nachhaltige Entwicklung“ aus.

## Produktionsanlagen
Die zwei Viskosefaser-Hersteller Courtaulds und Lenzing AG, mit einer gemeinsamen Forschungskooperation, produzierten Lyocell-Fasern, unter anderem auf der Basis von Lizenzen der niederländischen Akzo. 1987 wurde von Courtaulds plc in Grimsby (UK) die erste semikommerzielle Lyocell-Anlage in Betrieb genommen. 1990 startete die Lenzing AG mit einer Pilotanlage. Kommerziell werden Lyocell-Fasern seit 1991 von Courtaulds in Mobile, Alabama (USA) unter der Bezeichnung Tencel und seit 1997 von Lenzing in Heiligenkreuz (Österreich) produziert. Nach mehreren Eigentümerwechseln der ehemaligen Courtaulds-Gruppe wurde der Unternehmensbereich Tencel ausgegliedert.
2004 übernahm Lenzing die Unternehmensgruppe Tencel. Tencel betrieb nach der Übernahme je eine Anlage in den Vereinigten Staaten (Mobile, Alabama), in Großbritannien (Grimsby) und in Österreich (Heiligenkreuz) sowie eine Pilot- und Forschungsanlage am Standort Lenzing. Die Gesamtnennkapazität betrug 2016 rund 200.000 Jahrestonnen.
2014 nahm die Lenzing AG am Standort Lenzing die weltweit größte Tencel-Produktionsanlage mit einer Jahreskapazität von rd. 67.000 Tonnen in Betrieb. Eine geplante Anlage in Mobile, Alabama, die 2018 hätte in Betrieb gehen sollen, wurde aufgrund der unsicheren Zollsituation in den USA vorerst gestoppt. Eine Tencel-Anlage mit einer Kapazität von 100.000 Tonnen pro Jahr nahm 2022 in der Nähe von Bangkok den Betrieb auf. Sie soll die weltgrößte Anlage dieser Art sein.